# Cámara de Representantes de Dakota del Sur
La Cámara de Representantes de Dakota del Sur es la cámara baja de la Legislatura de Dakota del Sur. Se compone de 70 miembros, dos de cada distrito legislativo. Dos de los 35 distritos legislativos del estado, los distritos 26 y 28, están subdivididos cada uno en dos distritos uninominales (26A/26B y 28A/28B). La Cámara de Representantes se ubica en el Capitolio del Estado de Dakota del Sur en Pierre.

## Composición
| 98.º Legislatura (2023-2024) | 98.º Legislatura (2023-2024) | 98.º Legislatura (2023-2024) | 98.º Legislatura (2023-2024) | 98.º Legislatura (2023-2024) | 98.º Legislatura (2023-2024) | 98.º Legislatura (2023-2024) | 98.º Legislatura (2023-2024) |
|                              | Partido                      | Partido                      | Partido                      | Partido                      | Ind.                         | Vac.                         | Total                        |
| Republicano                  | Dif.                         | Demócrata                    | Dif.                         |                              | Ind.                         | Vac.                         | Total                        |
| ---------------------------- | ---------------------------- | ---------------------------- | ---------------------------- | ---------------------------- | ---------------------------- | ---------------------------- | ---------------------------- |
|                              | Dif.                         |                              | Dif.                         |                              |                              |                              | Total                        |
| Bancas                       | 63                           | 1                            | 7                            | 1                            | -                            | -                            | 70                           |
|                              |                              |                              |                              |                              |                              |                              |                              |
| Último % de votos (2022)     | 76,01%                       | 76,01%                       | 23,99%                       | 23,99%                       | -                            |                              |                              |

## Liderazgos
| Posición             | Nombre          | Partido     |
| Portavoz             | Hugh Bartels    | Republicano |
| Portavoz pro tempore | Mike Stevens    | Republicano |
| Líder de la mayoría  | Will Mortenson  | Republicano |
| Líder de la minoría  | Oren Lesmeister | Demócrata   |